# HMS Temeraire (1798)
O HMS Temeraire foi um navio de linha de segunda categoria, com 98 canhões. Lançado em 1798, serviu durante as Guerras revolucionárias francesas e as Guerras Napoleónicas, na sua maioria em bloqueios e serviço de escolta a comboios. Participou, apenas, num combate, a Batalha de Trafalgar, mas, pelas suas acções, e subsequentes representações na pintura e na literarura, ficou conhecido como The Fighting Temeraire.
Construído em Chatham Dockyard, o Temeraire entrou ao serviço no bloqueio a Brest, integrado na Frota do Canal. As missões mostravam-se entediantes e raramente surgia alguma acção contra a frota francesa. O primeiro incidente significativo aconteceu quando a tripulação, ao ouvir o boato de que iriam para as Índias Ocidentais, numa altura em que a paz com a França estava iminente, se recusou a obedecer às ordens. Este acto de revolta fracassou, e alguns membros da tripulação foram julgados e executados. Construído durante a Paz de Amiens, o Temeraire regressou ao serviço com a Frota do Canal, e juntou-se ao bloqueio da frota franco-espanhola em Cádis, em 1805, inserido nas forças de Horatio Nelson. Na Batalha de Trafalgar, em 21 de Outubro, o navio entrou em acção logo atrás do navio-almirante de Nelson, o Victory. Durante a batalha, o Temeraire salvou o Victory, que se encontrava cercado, e capturou dois navios franceses, conquistando o reconhecimento público na Grã-Bretanha.
Depois de ter passado por uma grande reparação, o Temeraire foi utilizado em bloqueios de frotas francesas e no apoio às operações britânicas ao largo da costa espanhola. Em 1809, seguiu para o Báltico para defender os comboios dos ataques dinamarqueses, e, em 1810, voltou à costa espanhola, para defender Cádis contra um exército francês. A sua última operação foi contra os franceses ao largo de Toulon, sendo alvo dos ataques das baterias terrestres. O navio regressou à Grã-Bretanha em 1813 para ser, de novo, reparado, mas acabou por aí ficar, saindo do serviço activo. Foi convertido em navio-prisão e ancorado no rio Tamar até 1819. Depois, prestou vários tipos de serviços em Sheerness, como navio de acolhimento de recrutas, depois como navio-depósito e, por fim, como navio-vigia. O Almirantado deu ordem para ser vendido em 1838, sendo rebocado através do rio Tâmisa para ser desmantelado.
A viagem final foi representada por J. M. W. Turner numa pintura a óleo, com grande aceitação da crítica, intitulada de  The Fighting Temeraire tugged to her last Berth to be broken up, 1838. Esta pintura é uma das mais importantes e foi votada como a favorita dos britânicos em 2005.